# Steen B. Böcher
Steen Bugge Böcher (18. juli 1906 i København – 4. maj 1987) var en dansk geograf og professor ved Københavns Universitet.
Han blev cand. mag. i 1934 og Dr. Phil. i 1942 på en disputats om vandmøllernes betydning for erhvervs- og by-udviklingen i Danmark. Han skrev en række populariserende værker, fx Verdens Geografi i 10 bind (sammen med Aage H. Kampp) og Jordens Lande, samt fremstillede skolebøger og en meget udbredt globus.
Han var bror til botanikeren Tyge W. Böcher.

## Nekrolog
- N. Kingo Jacobsen: "Steen B. Böcher 18-7 1906 – 4-5 1987" (Geografisk Tidsskrift, Bind 87; 1987)

## Forfatterskab
- Steen B. Böcher: "Vandkraftens udnyttelse i det sydlige Nørrejylland før og nu; En erhvervsgeografisk Undersøgelse" Kulturgeografiske Skrifter bd. 3; Det kongelige danske Geografiske Selskab. Disputats, Københavns Universitet 1942. 409 s.
- Steen B. Böcher: Jordens Lande; Politiken 1979; ISBN 87-567-3138-8
- Steen B. Böcher & Aage H. Kampp (red.): Verdens Geografi – Natur, Kultur, Befolkning, bd. 1-10; København, Hassing 1968-1971

### På internettet
- Steen B. Böcher: "Danmarks Elektrificering" (Geografisk Tidsskrift, Bind 47; 1944, s. 1-40)
- Steen B. Böcher: "Vandkraften som initial lokaliseringsfaktor for dansk industri" (Geografisk Tidsskrift, Bind 52; 1952, s. 33-50)
- Steen B. Böcher: "Træk af vejudviklingen i Danmark belyst gennem beliggenheden af vigtige vadesteder og broer" (Geografisk Tidsskrift 65; 1966, s. 129-176).